# Dimitris Siluris
Dimitris Siluris, gr. Δημήτρης Συλλούρης (ur. 27 lipca 1953 w Potamii) – cypryjski polityk i inżynier, długoletni deputowany, założyciel i prezes Partii Europejskiej, przewodniczący Izby Reprezentantów (2016–2020).

## Życiorys
Z wykształcenia inżynier budownictwa lądowego, ukończył studia na North East London Polytechnic. Został członkiem cypryjskiej izby nauki i techniki (ETEK). W 1991 po raz pierwszy wybrany do Izby Reprezentantów, uzyskiwał reelekcję w 1996, 2001, 2006 i 2011. Był długoletnim działaczem Zgromadzenia Demokratycznego, pełnił funkcję sekretarza organizacji młodzieżowej DISY, sekretarza dystryktu Nikozja, sekretarza generalnego partii i rzecznika jej frakcji poselskiej. W 2004 odszedł ze Zgromadzenia Demokratycznego, rok później współtworzył i stanął na czele Partii Europejskiej. Kierował nią do 2016, kiedy to jego ugrupowanie przyłączyło się do nowo powołanej przez Eleni Teocharus partii Ruch Solidarnościowy. Z ramienia nowej formacji w 2016 ponownie został wybrany do Izby Reprezentantów, następnie powołany na jej przewodniczącego.
W październiku 2020 telewizja Al-Dżazira wyemitowała nagranie, na którym widać, jak Dimitris Siluris oferował pomoc w uzyskaniu obywatelstwa cypryjskiego osobom przedstawianym jako kryminaliści. Polityk zaprzeczył, by naruszył prawo, jednocześnie w tym samym miesiącu ustąpił ze stanowiska przewodniczącego parlamentu, zrzekając się również mandatu poselskiego.